# Ménaka
Pour les articles homonymes, voir Menaka (homonymie).
Ménaka (en berbère : ⵎⵏⴾⴰ) est une ville et une commune urbaine malienne, dans le chef-lieu du cercle de Ménaka et de la région de Ménaka. 

## Géographie
La localité de Ménaka est située sur la route nationale RN 20 à 1 507 km à l'est de la capitale Bamako. La commune est bordée à l’est par la commune d’Inékar, au nord par celle de Tidermène, à l’ouest par le cercle d'Ansongo et au sud par la ville d'Ouallam en république du Niger.
| Talataye   | Tidermène     | Alata          |
| Tin-Hama   | Ménaka (2009) | Andéramboukane |
| Ouatagouna | Niger         |                |

## Histoire

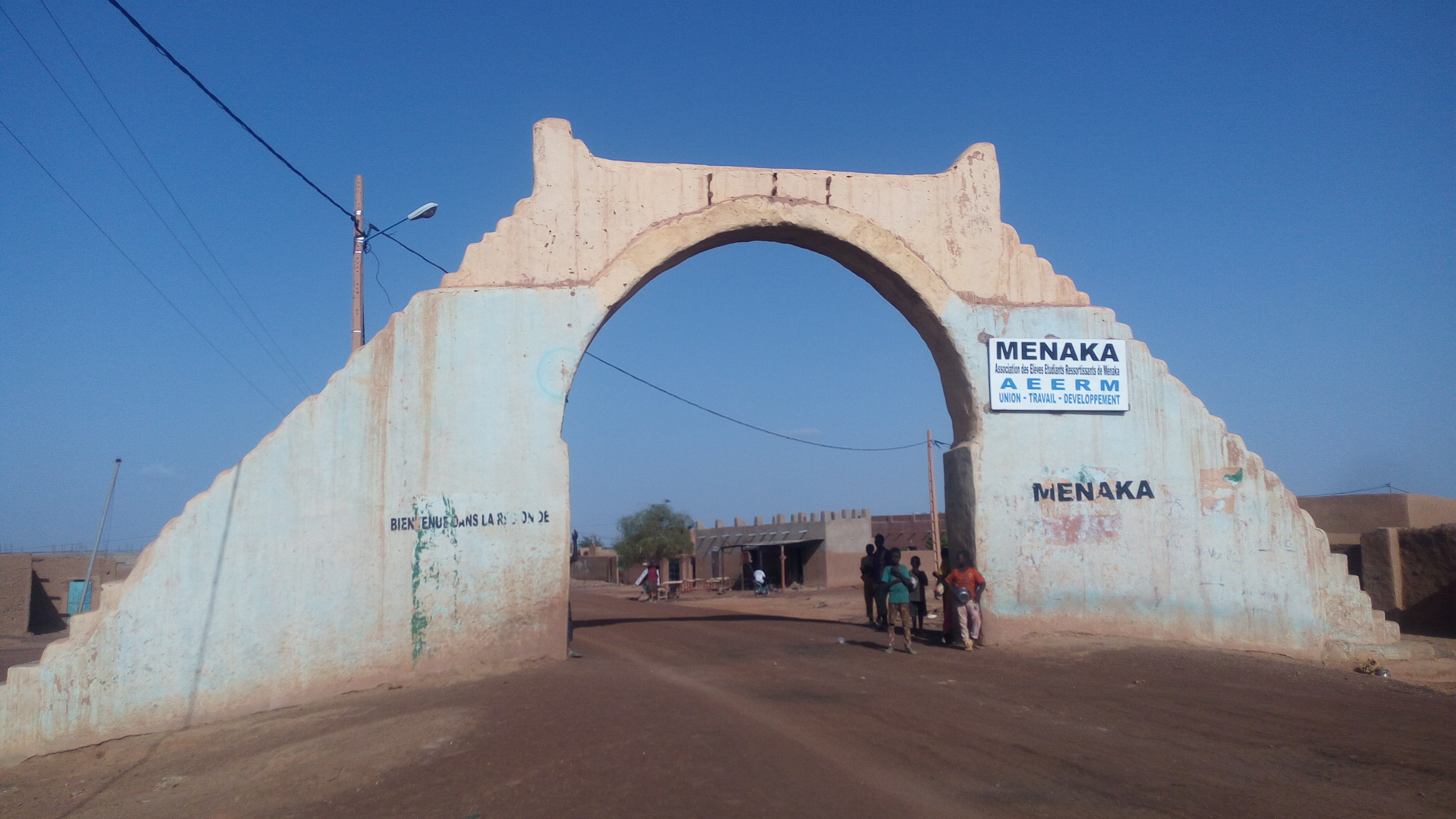
La porte de la ville de Ménaka.

Au XIXe siècle, la localité de Ménaka a été la « capitale » des Touaregs Iwilimiden.
La commune de Ménaka est créée en 1999. 
Lors de l'insurrection de 2012, la ville est la première à tomber sous le contrôle d'un groupe rebelle touareg, le Mouvement national pour la libération de l'Azawad (MNLA), le 17 janvier 2012. Le MNLA est rapidement supplanté par des mouvements islamistes comme Ansar Dine, et surtout le MUJAO qui prennent le contrôle de la ville et y instaurent la charia. À la suite de l'engagement militaire de la France en janvier 2013 dans le cadre de l'opération Serval, l'armée française, appuyée par celle du Mali, reprend progressivement la boucle du Niger et notamment Gao le 26 et 27 janvier. De manière coordonnée, le même jour un contingent de soldats tchadiens et nigériens, venus du Niger, reprend Ménaka ainsi qu'Andéramboukane aux islamistes. Durant les mois qui suivent, les troupes nigériennes sont chargées par la MINUSMA, avec des éléments français, de sécuriser la ville.
Au cours du mois de décembre 2023, la ville connaît un important afflux de déplacés (plus de 2 500 personnes) fuyant « d'abord les violences de l'État islamique, mais aussi les bombardements de l'armée malienne ». L'émir du JNIM (qui a succédé à Ansar Dine), Iyad Ag Ghali, évoque « une période […] sanglante où les gens se trouvent entre l'enclume des extrémistes et le marteau de l'armée de l'apostasie et des mercenaires de Wagner »,.

## Population

Carte communale (2009)

La population de la localité de Ménaka atteint 9 138 habitants en 2009.

## Villages
La commune s'étend sur 21 localités relevées lors du recensement général de 2009. 
Les villages les plus peuplés sont :
- Ménaka (9 138 habitants) ;
- Zambouritène (1 600 habitants) ;
- Ibogolitène (1 478 habitants).

## Administration
| Année | Maire élu        | Parti politique |
| ----- | ---------------- | --------------- |
| 2004  | Bayes ag Mohamed | Adéma-Pasj      |
| 2009  | Bayes ag Mohamed | Adéma-Pasj      |

Aux dernières élections communales du 26 avril 2009, la liste de l'Adéma-PASJ a recueilli 19 sièges, les 4 autres se répartissant équitablement entre le RPM et l'URD. Il y a eu 16 910 suffrages exprimés pour 27 811 inscrits.

### Jumelage
- La Bresse (France)